# 宮崎県教育委員会
宮崎県教育委員会（みやざきけんきょういくいいんかい）は、宮崎県の教育委員会である。

## 概要
宮崎県内の教育に関する事務を所掌する行政委員会であり、6人の委員で構成される。2021年4月現在の教育長は、黒木淳一郎。近年は、学力向上、高校改革などの教育改革に取り組んでいる。
広義では、執行機関である教育委員会事務局を含めて、教育委員会と呼ぶこともある。

## 組織
- 総務課
- 財務福利課
- 学校政策課
- 特別支援教育室
- 教職員課
- 生涯学習課
- スポーツ振興課
- 文化財課
- 人権同和教育室
- 全国高等学校総合文化祭推進室
- 全国スポーツ・レクリエーション祭推進室

## 所在地
- 〒880-8502　宮崎市橘通東1丁目9番10号

## 市町村教育委員会
- 宮崎市教育委員会
- 都城市教育委員会

## 参考・外部リンク
- 宮崎県教育委員会